# Osvaldo Blasi
Osvaldo Roberto Blasi (ur. 5 lutego 1928, zm. 8 lipca 2012) – argentyński zapaśnik walczący w stylu wolnym. Olimpijczyk z Helsinek 1952, gdzie zajął trzynaste miejsce w kategorii do 67 kg.
Srebrny medalista igrzysk panamerykańskich w 1951 roku.

## Letnie Igrzyska Olimpijskie 1952
| Konkurencja      | Rundy eliminacyjne      | Rundy eliminacyjne   | Rundy eliminacyjne       | Klas. końcowa |
| Konkurencja      | Przeciwnik I            | Przeciwnik II        | Przeciwnik III           | Miejsce       |
| ---------------- | ----------------------- | -------------------- | ------------------------ | ------------- |
| 67 kg styl wolny | Arístides Pérez (GUA) Z | Dick Garrard (AUS) P | Jay Thomas Evans (USA) P | 13.           |